# Гульельмо III ди Кальяри
Гульельмо III ди Чепола (Guglielmo di Cèpola) (ум. 1258 в Генуе) — последний судья Кальяри (1256—1258) — под именем Гульельмо III Салюзио VI (Guglielmu III Salusiu VI).
Сын маркиза Руссо ди Чепола, племянник Гульельмо II ди Кальяри.
В 1256 г. наследодовал своему двоюродному брату Джованни Кьяно, убитому пизанцами. Принял имя Гульельмо III Салюзио VI.
Подтвердил договор, заключенный его предшественником с Генуей, после чего сразу же возобновилась война. Союзные Пизе судьи Сардинии образовали коалицию и вторглись в Кальяри.
После 14 месяцев военных действий 20 июля 1258 года Гульельмо III был вынужден бежать в Геную, где вскоре умер.
Юдикат Кальяри разделили победители: делла Герардеска Доноратико получили Сульсис и Иглезиенте (1258—1350), Вискинти ди Галлура — северо-восточную часть (1258—1308), Арборея — центральную часть (1258—1295), замок Кастро с окрестностями отошёл непосредственно Республике Пиза.